# 194837 Paolomasetti
194837 Paolomasetti è un asteroide della fascia principale interna. Scoperto nel 2002, presenta un'orbita caratterizzata da un semiasse maggiore pari a 2,268760 UA e da un'eccentricità di 0,178308, inclinata di 5,513275° rispetto all'eclittica.